# Кигинская улица
Кигинская улица — находится в Калининском районе Уфы, в микрорайоне Шакша.

## Транспорт
Остановка «Керамический завод». Автобус — 35к, 59э, маршрутки 221, 225, 291

## Предприятия
Действовал керамический завод (сейчас — склады предприятия «Балтика»). Карьер, где добывали глину, заполнился водой и теперь примыкает к северной части улицы. На улице Кигинской были проложены рельсы, по которым ходил ковшовый экскаватор (Малый уголок на карте Уфы, С.6).

## Образование
На соседней Стадионной улице — школа № 131 и гимназия № 122